# Erzbistum Ho-Chi-Minh-Stadt

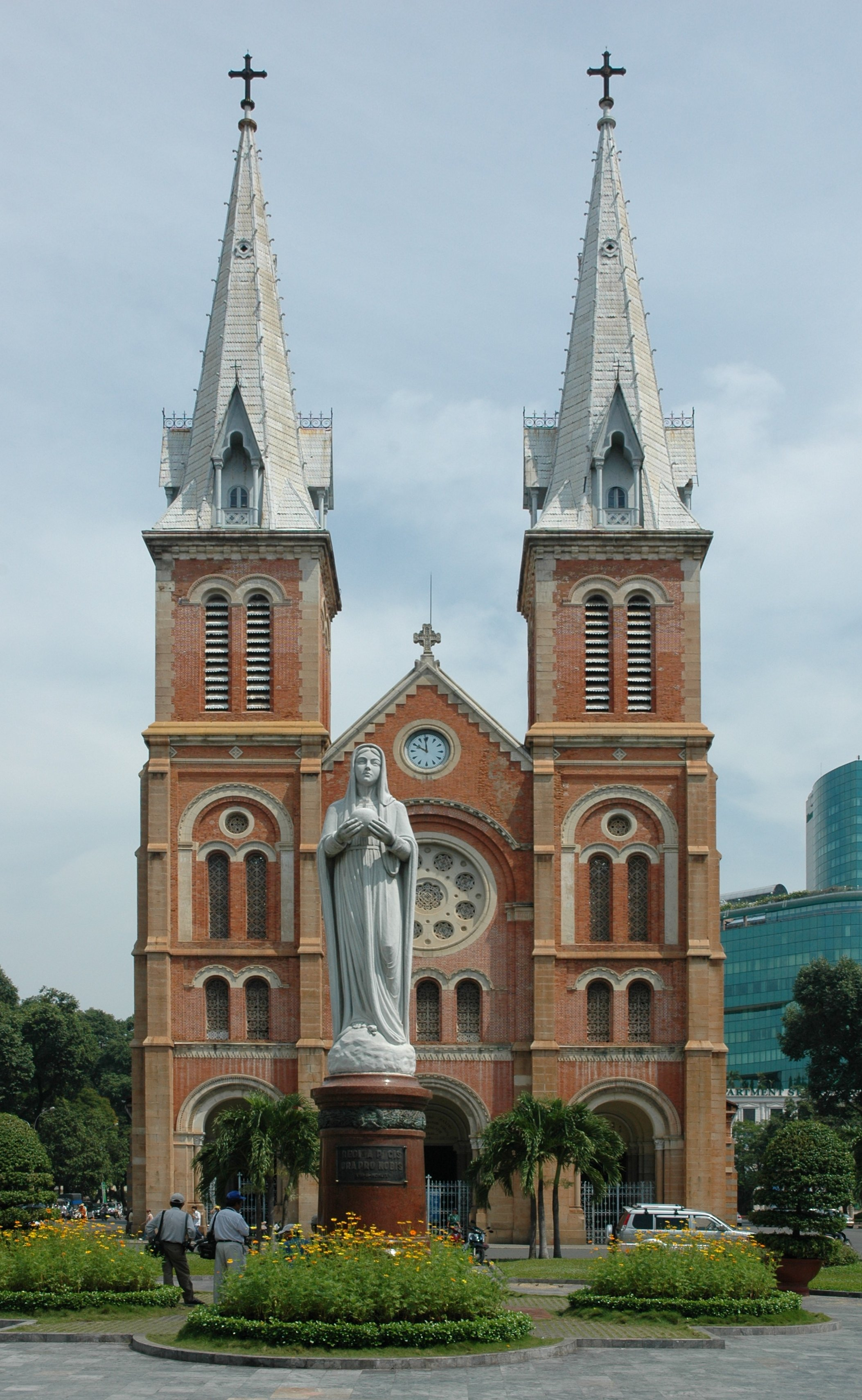
Kathedrale von Saigon

Das Erzbistum Ho-Chi-Minh-Stadt (lateinisch Archidioecesis Hochiminhopolitana, vietnamesisch Tổng giáo phận Thành phố Hồ Chí Minh) ist ein römisch-katholisches Erzbistum in Vietnam.

## Geschichte
Der Vorläufer der Erzdiözese Ho-Chi-Minh-Stadt ging am 2. März 1844 als Apostolisches Vikariat West-Cochin aus der Teilung des Apostolischen Vikariats Cochin hervor. Dieses wechselte am 3. Dezember 1924 seinen Namen in Apostolisches Vikariat Saigon und wurde am 24. November 1960 durch Papst Johannes XXIII. mit der Apostolischen Konstitution Venerabilium Nostrorum zur Erzdiözese erhoben. Am 14. Oktober 1965 trat das Erzbistum einen Teil seines Gebietes zur Errichtung des Bistums Phú Cường ab, bevor es am 23. November 1976 den jüngsten Namenswechsel erfuhr.

## Ordinarien

### Apostolische Vikare von West-Cochin
- Dominique Lefèbvre MEP (1844–1864)
- Jean-Claude Miche MEP (1864–1873)
- Isidore-François-Joseph Colombert MEP (1873–1894)
- Jean-Marie Dépierre MEP (1895–1898)
- Lucien-Émile Mossard MEP (1899–1920)
- Victor-Charles Quinton MEP (1920–1924)

### Apostolische Vikare von Saigon
- Isidore Marie Joseph Dumortier MEP (1925–1940)
- Marie Pierre Jean Cassaigne MEP (1941–1955)
- Simon Hoa Nguyên-van Hien (1955–1960)

### Erzbischöfe von Saigon
- Paul Nguyên Van Binh (1960–1976)

### Erzbischöfe von Ho-Chi-Minh-Stadt
- Paul Nguyên Van Binh (1976–1995)
- Jean-Baptiste Pham Minh Mân (Kardinal) (1995–2014)
- Paul Bùi Van Ðoc (2014–2018)
- Joseph Nguyen Nang (seit 2019)